# Mesoconius aeripennis
Mesoconius aeripennis är en tvåvingeart som beskrevs av Günther Enderlein 1922. Mesoconius aeripennis ingår i släktet Mesoconius och familjen skridflugor.
Artens utbredningsområde är Ecuador. Inga underarter finns listade i Catalogue of Life.